# ターニャ・フリーデン
ターニャ・フリーデン（Tanja Frieden, 1976年2月6日 - ）は、スイスのスノーボーダー。2006年に開催されたトリノオリンピックで初めて正式種目になったスノーボードクロスに参加した。決勝では1位のリンゼイ・ジャコベリスと大きく差が離れていたものの、ゴール目前のところでジャコベリスがグラブトリックを試みたところ転倒し、大逆転で金メダルを獲得した。
母親がノルウェー出身であるため、スイスの公用語であるスイスドイツ語のほかにノルウェー語にも堪能である。また、ドイツ語も話すことができる。故郷の近くのベルン州にある小学校の教師を務めており、1年のうち半年は教師として働き、もう半年はスノーボードのツアーに参加している。